# Jöns Kurck
För lagmannen och riksrådet under 1500-talet, se Jöns Knutsson (Kurck)
Jöns Kurck (Kurki), född 1590 i Finland, död 21 maj 1652, var en svensk friherre, riksråd och ståthållare i Finland. 
Jöns Kurck var son till häradshövdingen Knut Kurck och Brita Gylta (släkten Gylta). I sin ungdom studerade han vid flera utländska universitet och företog vidsträckta resor i västra Europa samt ingick därefter i krigstjänst. Han var en tid ståthållare på Åbo slott och därefter på Viborgs slott samt utnämndes 1631 till president i Åbo hovrätt. 1633 utnämndes han till riksråd och 1641 till lagman i Västergötlands och Dals lagsaga. 1651 upphöjdes han till friherre av Lempälä. 
Kurck var en av Finlands rikaste män och ägde utom sina förläningar en mängd gårdar. Hans levnadssätt var luxuöst och hans hus i Åbo kallades "hov". Kurck hade vidsträckta juridiska och historiska kunskaper och var en ofta anlitad rådgivare i alla frågor, som rörde finländska adelns genealogi, något som sonen Knut Kurck också förkovrade sig. Han författade en (otryckt) skrift Censura de jure haereditario. I finska språket ägde han för sin tids förhållanden grundliga kunskaper och var verksamt intresserad för lagens översättande till finska. Kurck ligger begraven i Åbo domkyrka. Gift med Sofia De la Gardie.
Barn:
1. Knut Kurck
2. Gustaf Kurck
3. Gabriel Kurck